# 원투고 항공 269편 착륙 사고
원투고 항공 269편 착륙사고는 2007년 9월 16일, 푸껫 국제공항에 착륙 도중 일어난 사고이다.

## 사고기의 기체 내용
- 기종 : MD-82
- 등록번호 : HS-OMG
- 사고 당시 출발지 : 돈므앙 국제공항
- 도착 예정지 : 푸껫 국제공항

## 사고 개요
당시 푸껫 국제공항은 안개와 강한 비바람 등의 심한 악천후로 인해 접근이 어려웠다. 부기장이 활주로 오른쪽으로 접근을 시도했으나 실패하고 고 어라운드를 시도했으나 느려진 속도로 인해 양력을 잃고 추락했다.

## 사고 원인
사고 원인의 하나로 조종사의 과실이 꼽힌다. 당시 기장인 알리에프 물랴디는 이슬람교 신자로 라마단 기간을 이유로 식사를 적게하고 있었으며, 최근 10일간 무려 70시간을 비행했을 정도로 휴양도 부족했다. 부기장 역시 최근 1주일간 51시간이 넘게 비행했음이 밝혀져 원투고 항공은 조사를 받게 되었다.아울러 사고와 직접 관계는 없으나 당시 원투고 항공은 EU 역내 취항 금지 항공 회사 목록에 포함되어 있었다.
또다른 원인으로 푸껫 공항의 활주로가 활주로 양 끝에 최소한 150m의 여유 길이를 두도록 한 ICAO 기준에 미달했다는 것도 거론된다.

## 같이 보기
- 대지접근 경보장치
- 타이항공 261편 추락 사고
- TAM 항공 3054편 활주로 이탈 사고
- 중화항공 140편 추락 사고